# Guerra dels elements transfèrmics
La guerra dels elements transfermis és el nom que rep la polèmica sobre els elements que estan més enllà del fermi dins la taula periòdica. Diferents equips de recerca treballaven alhora en la recerca dels elements més pesants des dels anys 60 i es van disputar la primacia en la seva descoberta i, per tant, el dret d'anomenar-los. La Unió Internacional de Química Pura i Aplicada va intentar una mediació amb una comissió específica però les crítiques van continuar durant dècades, fins als noms oficials de 1997. Les tensions polítiques derivades de la guerra freda van augmentar la intensitat de la polèmica entre els científics dels diferents països afectats.

## Elements disputats
El primer element de la guerra va ser el 102, proposat com nobeli pels suecs quan van anunciar la seva descoberta en 1957. El Laboratori Nacional Lawrence de Berkeley, però, va detectar errors en els experiments i va repetir-los fins a proclamar que s'havia aïllat en 1958. El grup rus de recerca nuclear de Dubnà va invalidar al seu torn les proves de Berkeley i va replicar les proves fins a trobar-lo de manera independent, per la qual cosa van proposa el nom de joloti, en honor de la científica Irène Joliot-Curie. Tot i que els equips de jutges internacionals van acceptar la paternitat de l'element per ala russos, van mantenir el nom de nobeli, epònim d'Alfred Nobel.
Els americans van assegurar el mateix any 1958 que havien trobat l'element 103, al qual van anomenar lawrenci, per Ernest Lawrence, qui també donava nom al seu laboratori. Novament els soviètics van evidenciar errors en les propietats descrites, que van forçar l'equip estatunidenc a repetir els seus treballs, i van proposar com a nom alternatiu agafar el d'Ernest Rutherford. Malgrat en aquest cas es considera que la descoberta fou conjunta pels dubtes que aixecaven les dades d'ambdós grups, es va mantenir el lawrenci per ser el terme més usat.
Els de Dubnà van aïllar l'element 104 amb el nom provisional de kurtxatovi (per Ígor Kurtxàtov) però en aquesta ocasió foren els químics de Berkeley els qui van dubtar de les conclusions aportades. Després d'intenses negociacions, es va proposar que dugués el nom de dubni per honorar els russos, però la Societat Química Americana es va negar a usar-lo, i va forçar el de rutherfordi, que abans corresponia a la proposta soviètica del 103, solució que va acabar prevalent.
Berkeley i Dubnà van competir l'any 70 per la descoberta de l'element 105, al qual els primers volien dir hahni, pel químic alemany Otto Hahn, i els segons nielsbohri, pel danès Niels Bohr. Finalment l'arbitratge, tot i reconèixer la feina dels dos, va inclinar-se del costat rus i per això primer es va optar per l'abandonada proposta de joloti per acabar sent el dubni, que reflecteix el paper dels soviètics en el camp dels transfermis.
Des d'aquell moment, malgrat que van continuar les guerres per ser els primers en aïllar els elements a partir del 106, es va aturar parcialment la polèmica sobre els noms i es va esperar a l'acceptació internacional abans de batejar-los.

## Taula
La taula a continuació presenta els elements disputats i els seus noms proposats. Els grups són els diferents instituts que van proclamar la descoberta de l'element. El símbol associat amb un nom és entre parèntesis. El nom sistemàtic és el primer creat el 1978 per la Unió Internacional de Química Pura i Aplicada (IUPAC). Els noms i símbols utilitzats són les recomanacions IUPAC de 1994 i 1997 i els noms retinguts de Guildford de 1995. Els noms utilitzats per ACS són els aprovats al novembre de 1994 per a les seves publicacions. La llista de GSI i JINR és l'obtinguda per compromís entre els dos grups en 1992.
| nombre atòmic | Grup - ACS American Chemical Society - GSI Helmholtzzentrum für Schwerionenforschung - INS Institut Nobel de physique de Stockholm: - Joint Institute for Nuclear Research: - LBNL Lawrence Berkeley National Laboratory - LLNL Lawrence Livermore National Laboratory - TWG Transfermium Working | Nom proposat  | Epònim                  | Denominació sistemàtica (1978) | Atribució de la descoberta per TWG (1992) | Llista de GSI i de JINR (1992) | Nom i símbol retingut el 1994 | Nom i símbol utilitzat per par ACS(1994) | Nom i símbol retingut el 1995 | Nom i símbol retingut el 1997 |
| ------------- | --- | ------------- | ----------------------- | ------------------------------ | ----------------------------------------- | ------------------------------ | ----------------------------- | ---------------------------------------- | ----------------------------- | ----------------------------- |
| 101           | LBNL | mendélévium   | Dmitri Mendeléiev       | unnilunium (Unu).              | LBNL                                      |                                | mendélévium (Md)              |                                          | mendélévium (Md)              | mendelevi (Md)                |
| 102           | INS | nobélium      | Alfred Nobel            | unnilbium (Unb)                | JINR                                      | joliotium (Jt)                 | nobélium (No)                 |                                          | flérovium (Fl)                | nobeli (No)                   |
| 102           | LBNL | nobélium      | Alfred Nobel            | unnilbium (Unb)                | JINR                                      | joliotium (Jt)                 | nobélium (No)                 |                                          | flérovium (Fl)                | nobeli (No)                   |
| 102           | JINR | joliotium     | Irène Joliot-Curie      | unnilbium (Unb)                | JINR                                      | joliotium (Jt)                 | nobélium (No)                 |                                          | flérovium (Fl)                | nobeli (No)                   |
| 103           | LBNL | lawrencium    | Ernest Orlando Lawrence | unniltrium (Unt)               | LBNL/JINR}                                | lawrencium (Lr)                | lawrencium (Lr)               |                                          | lawrencium (Lr)               | lawrenci (Lr)                 |
| 103           | JINR | rutherfordium | Ernest Rutherford       | unniltrium (Unt)               | LBNL/JINR}                                | lawrencium (Lr)                | lawrencium (Lr)               |                                          | lawrencium (Lr)               | lawrenci (Lr)                 |
| 104           | JINR | kourchatovium | Ígor Kurtxàtov          | unnilquadium (Unq)             | LBNL/JINR                                 | meitnérium (Mt)                | dubnium (Db)                  | rutherfordium (Rf)                       | dubnium (Db)                  | rutherfordi (Rf)              |
| 104           | LBNL | rutherfordium | Ernest Rutherford       | unnilquadium (Unq)             | LBNL/JINR                                 | meitnérium (Mt)                | dubnium (Db)                  | rutherfordium (Rf)                       | dubnium (Db)                  | rutherfordi (Rf)              |
| 105           | LBNL | nielsbohrium  | Niels Bohr              | unnilpentium (Unp)             | LBNL/JINR                                 | kourchatovium (Ku)             | joliotium (Jl)                | hahnium (Ha)                             | joliotium (Jl)                | dubnium (Db)                  |
| 105           | JINR\| | hahnium       | Otto Hahn               | unnilpentium (Unp)             | LBNL/JINR                                 | kourchatovium (Ku)             | joliotium (Jl)                | hahnium (Ha)                             | joliotium (Jl)                | dubnium (Db)                  |
| 106           | LBNL | seaborgium    | Glenn Theodore Seaborg  | unnilhexium (Unh)              | LBNL/LLNL                                 | rutherfordium (Rf)             | rutherfordium (Rf)            | seaborgium (Sg)                          | seaborgium (Sg)               | seaborgi (Sg)                 |
| 107           | GSI | nielsbohrium  | Niels Bohr              | unnilseptium (Uns)             | GSI/JINR                                  | nielsbohrium (Ns)              | bohrium (Bh)                  | nielsbohrium (Ns)                        | nielsbohrium (Ns)             | bohri (Bh)                    |
| 108           | GSI | hassium       | Hessen                  | unniloctium (Uno)              | GSI                                       | hassium (Hs)                   | hahnium (Hn)                  | hassium (Hs)                             | hahnium (Ha)                  | Hassi (Hs)                    |
| 109           | GSI | meitnérium    | Lise Meitner            | unnilennium (Une)              | GSI                                       | hahnium (Ha)                   | meitnérium (Mt)               | meitnérium (Mt)                          | meitnérium (Mt)               | meitneri (Mt)                 |